# František Choura
František Choura, zvaný též Franta Choura, pseudonym Franta Známý (5. ledna 1852 Bohutín u Příbrami – 23. února 1921 Bowerton, Pensylvánie) byl český horník, socialista, anarchista, spolkový činovník, novinář a aktivista. Byl součástí socialistického a dělnického hnutí a také zakládajícím členem České strany sociálně demokratické-dělnické. Posléze byl zatčený a stíhaný za levicové aktivity, pročež odešel roku 1887 do exilu v USA. Patřil k jedněm z nejvýraznějších a nejaktivnějších českých hornických socialistických činitelů a anarchistů.

## Život

### Mládí
Narodil se v Bohutíně nedaleko Příbrami do chudé dělnické rodiny. Ve věku šestnácti let začal pracovat jako horník ve stříbrném dole Amalia. Po pracovním úrazu byl poznamenán jizvou ve tváři a dvěma amputovanými prsty. Byl znám jako vznětlivý a prudký člověk. Roku 1873 se přestěhoval do Duchcova, kde začal pracovat ve zdejších hnědouhelných dolech. Nuzné podmínky dělníků během probíhající průmyslové revoluce v něm vzbudily zájem o myšlenky socialismu a dělnického hnutí, tedy v Rakousku-Uhersku postihované ideologie. Začal studovat levicovou literaturu, byl organizován v socialistických dělnických spolcích, začal přispívat do dělnických periodik a spolupořádal schůze a přednášky hájící zájmy horníků.

### Socialistické hnutí
Díky svým textům se dostal do kontaktu s novinářem a aktivistou Josefem Boleslavem Peckou-Strahovským, do jehož časopisů začal přispívat pod pseudonymem Franta Známý. Díky kontaktu s pražskými socialisty se Choura 7. dubna 1878 v zadní místnosti břevnovského hostince U Kaštanu zúčastnil ustanovující schůze Československé sociálně demokratické strany dělnické. Spolu s dalšími socialisty, včetně Pecky byl zatčen a odsouzen ke dvěma měsícům vězení v Novoměstské káznici. Po propuštění se po krátkém pobytu v Bohutíně vrátil do Duchcova, kde pokračoval ve svých novinářských a aktivistických činnostech. Byl zvolen do představenstva Bratrské pokladny, hornické záložny, spravované majiteli společnosti, poté, co zde pak odhalil zpronevěru, byl namísto prošetření události spolu s několika dalšími propuštěn.
Mezi hornictvem i rakouskou policií nabyl značného renomé pro své řečnické, organizační a novinářské schopnosti, chybějící prsty a jizva jej pak činila snadno rozpoznatelným. Mezi důlními správci pak začal být všeobecně nežádoucí. V letech 1880 až 1882 byl opakovaně zatýkán a v řádu dnů až týdnů vězněn. Opakovaně se také potýkal s obtížemi s nalezením práce, které většinou ztratil kvůli svým politickým postojům, pracoval v dolech v Braňanech, Hostomicích, Ervěticích či Ledvicích. Posléze začal roku 1882 pracovat v kamenolomu u Teplic, kde se s rodinou usadil. Přispíval a podílel se na vydávání novin a letáků, mj. tajných časopisů Budoucnost a Hlas lidu.
Ve svých postojích se radikalizoval a přiklonil se k anarchismu. Byl součástí struktur tzv. pětiprstých skupin, pětičlenných skupin socialistů, která má následně povinnost se rozdělit na dvě po třech členech, dosáhne-li její počet členů šesti. Tím bylo předcházeno podezření z nedovoleného spolčovaní. Během probíhající generální stávky horníků na Duchcovsku, Mostecku a Teplicku na jaře 1882, do které se zapojily tisíce horníků, pobýval Choura opět ve vězení. Zřejmě i v kontextu těchto událostí byl Choura ponechán ve vazbě a v prosinci 1882 byl odsouzen na půl roku tvrdého žaláře. Jeho žena a děti byli pak násilně vystěhováni rakouským četnictvem do Bohutína. V polovině roku 1883 se pak přesunul do Brna, kde spolupracoval s Františkem Hlaváčkem na vydávání tiskoviny Spravedlnost, po dalším zatčení a věznění se pak roku 1884 přesunul zpět do Teplic.

### Tiskárna v Hluboké
Z Teplic spolupracoval s Františkem Jonatou a Josefem Pačesem na zřízení a financování provozu tajné tiskárny v Liberci, posléze umístěné v Pačesově ševcovské chalupě v obci Hluboká u Liberce, která vedle pamfletů a letáků začala následně vydávat první český anarchistický časopis Svoboda. Posléze v Liberci Pačesovi pomáhali dva další muži, Kryštof Černý a Josef Rampas, smluvení přes Jonatu. 11. února 1885 byla však skupina prozrazena a Pačes s Černým byli zatčeni v Pačesově domě přímo při činu. V následném soudním procesu konaném v listopadu 1885 v Praze byli Pačes, Černý a Rampas odsouzeni na 16, 15 a 10 let vězení za protistátní činnost a porušení tiskového zákona, což v případě Pačesa a Černého představovalo možná nejvyšší tresty kdy udělené českým anarchistům rakousko-uherskou justicí. V anarchistických kruzích pak Choura čelil podezření, že je policejním informátorem a libereckou tiskárnu prozradil, obvinění byla ale velmi pravděpodobně mylná a mohly být vyvolány rakouskými policejními provokatéry.

### Emigrace
Neustálé úřední pronásledování a spory v české anarchistické komunitě jej roku 1887 vedly k emigraci do Spojených států, podobně jako i jiní čeští anarchisté, včetně pak propuštěného Josefa Pačese. Nejprve se usadil v Clevelandu, kde jej podpořila místní česká anarchistická komunita, jejíž se následně stal součástí a pracoval zde opět jako horník. Přispíval do českého anarchistického časopisu Volnost (Freedom) vydávaného v USA. Po roce 1901 se za prací přesunul do černouhelných těžebních oblastí v Pensylvánii.

### Úmrtí
František Choura zemřel 23. února 1921 v Bowertonu v Pensylvánii ve věku 69 let.
Na jeho rodném domě v Bohutíně byla již v období První republiky odhalena pamětní deska s plastickou podobiznou. Roku 1929 zpracoval jeho monografii s názvem Franta Choura - tribun severočeských havířů spisovatel František Cajthaml.